# Nasser al-Shamrani
Nasser al-Shamrani (arabisch ناصر الشمراني, DMG Nāṣir aš-Šamrānī; * 23. November 1983 in Mekka) ist ein saudi-arabischer Fußballspieler, der als Stürmer für Ittihad FC und die saudi-arabische Nationalmannschaft spielt. Al-Shamrani gilt als einer der besten Fußballer, die das Land hervorgebracht hat. 2014 wurde er zu Asiens Fußballer des Jahres gewählt.

## Karriere

### Verein
Nasser begann im Alter von 20 Jahren für die erste Mannschaft von al-Wehda in der Saison 2003/04 zu spielen. 2006 wurde er an al-Shabab verliehen. In diesen Monaten konnte sich Al-Shamrani als Stürmer bewähren. In der AFC Champions League erzielte er 4 Tore und konnte dem Team helfen sich für das Viertelfinale zu qualifizieren. In der Liga erzielte er 3 Tore in 6 Spielen. Nach dem Ende der Saison war Al-Shabab beeindruckt von seiner Leistung und versuchte ihn fest zu verpflichten doch Al-Wehda lehnte dies ab und er kehrte nach der Saison 2006/07 zu al-Wehda zurück.
Nasser hatte darauf eine seiner besten Saisons mit al-Wehda und konnte 9 Tore in der Saudi Professional League erzielen. Er half seiner Mannschaft damit, den dritten Rang in der Liga zu erreichen. Am Ende der Saison hatte Al-Wehda  finanzielle Probleme. Al-Shabab bot für Nasser eine Summe von 13 Millionen Riyal (ca. 2,8 Millionen Euro) an. Al-Wehda stimmte zu und Nasser wechselte zu Beginn der Saison 2007/08 zu al-Shabab. In den folgenden 6 Saisons konnte er zweimal die saudische Meisterschaft gewinnen und wurde viermal Torschützenkönig der Saudi Professional League.
Am 30. Juni 2013 unterschrieb er einem Dreijahresvertrag bei al-Hilal Saudi Club. Nachdem er das AFC-Champions-League-Finale 2014 verloren hatte, bespuckte er den Western-Sydney-Wanderers-Spieler Matthew Spiranovic, bevor er versuchte, ihn zu schlagen. Als Folge seines Verhaltens wurde Al-Shamrani vom asiatischen Fußballverband eine Sperre in der AFC-Champions League für acht Spielen verhängt.
2017 wechselte er für sechs Monate als Leihspieler zu Al-Ain Club in die Vereinigten Arabischen Emirate. 2017 kehre er zu al-Shabab zurück.
Seit 2019 spielt er für Ittihad FC.

### Nationalmannschaft
Al-Shamrani debütierte 2005 für die A-Nationalmannschaft seines Landes. Er erzielte seitdem 19 Treffer in 78 Länderspielen.

## Erfolge
- Saudi-Arabische Fußballmeisterschaft: 2006, 2012, 2017
- Saudi-Arabischer Pokal:  2008, 2009, 2015

## Auszeichnungen
- Asiens Fußballer des Jahres: 2014
- Saudi Professional League: Torschützenkönig: 2007/08, 2008/09, 2010/11, 2011/12, 2013/14